# 1046
| 1046               |
| ------------------ |
| Dødsfald - Fødsler |
|                    |

| Gregoriansk kalender | 1046 MXLVI              |
| Ab urbe condita      | 1799                    |
| Armensk kalender     | 495 ԹՎ ՆՂԵ              |
| Kinesiske kalender   | 3742 – 3743 乙酉 – 丙戌 |
| Etiopisk kalender    | 1038 – 1039             |
| Jødisk kalender      | 4806 – 4807             |
| Hindukalendere       |                         |
| - Vikram Samvat      | 1101 – 1102             |
| - Shaka Samvat       | 968 – 969               |
| - Kali Yuga          | 4147 – 4148             |
| Iransk kalender      | 424 – 425               |
| Islamisk kalender    | 437 – 438               |

Konge i Danmark: Magnus den Gode 1042-1047
Se også 1046 (tal)

## Begivenheder
- Magnus den Gode må acceptere Harald Hårderåde som medkonge i Norge